# 바둑의 단급제도
바둑에서 어떤 사람의 실력을 가늠해 크고 작은 숫자를 매기는 관례가 있는데 공식 단체(각국), 그리고 온라인 게임 서버마다 다르다. 전통적으로 단이나 급을 쓰며 급의 경우 숫자가 작은 쪽이, 단의 경우 숫자가 큰 쪽이 실력이 더 좋다고 할 수 있다. 특히 아마추어 같은 경우 이 급수는 서로에게 얼마나 핸디캡이 주어질지 가늠하는 데에 유용하게 쓰인다. 예를 들어 한 급수 낮은 사람에게는 무조건 선수를 주는 경우를 들 수 있다. 이러한 급수 체계는 컴퓨터와 계산기가 등장하게 되면서 같이 소개되었다. 이 체계를 통해 경기 결과를 좀 더 엄밀하게 예상할 수 있게 되었다.
프로 기사의 경우, '이창호 9단', '세가와 4단'처럼 이름과 그 사람의 단수를 같이 붙여 통칭하기도 한다.

## 프로 단제도
프로의 단 제도는 초단(初段)부터 구단(九段)까지 있다.

## 한국기원의 아마추어 단급 제도
아마추어는 1단부터 7단까지, 급은 30급부터 1급까지 있다. 단은 숫자가 높을수록 높아지지만, 급은 숫자가 작아질 수록 높다. 따라서 2급보다는 1급이 높다. 1급보다 한 단계 높은 것이 1단이다.
1964년 한국기원 기사제도가 아마추어단과 프로단으로 정식구분되었다. 프로1단이 아마로 전향하면 아마4단을 인정해 주었다. 프로2단은 아마5단을 인허했다. 민영현 프로5단은 아마로 전향하여 바로 아마6단이 되었다.

## 문제점
30급부터 9단까지 무려 46단계에 이른다. 단위차에 기력(棋力)의 고하가 없다. 9단이 1단과 호선으로 맞바둑을 둔다.  일본 기원의 기형적 체제를 한국기원이 적극 수용하였다. 개정이 필요하나 관리감독할 기관단체가 부재하다.